# Airtight Games
Airtight Games je bilo neodvisno ameriško podjetje za razvoj videoiger s sedežem v Redmondu v Washingtonu, ustanovljeno leta 2004. Sestavljali so ga nekdanji člani FASA Studio, Will Vinton Studios in Microsoft ter več drugih studiev, njegovi glavni člani pa so bili predsednik in ustvarjalni direktor Jim Deal, umetniški direktor Matt Brunner in soustanovitelj Ed Fries.

## Zgodovina
Airtight Games je leta 2004 ustanovila osrednja ekipa, ki je izdala Xbox naslov Crimson Skies: High Road to Revenge. Njihov prvi naslov je bila akcijska igra Dark Void iz leta 2010, ki jo je izdala založba Capcom in je izšla za platforme Microsoft Windows, PlayStation 3 in Xbox 360.
Leta 2012 sta izdala ugankarsko igro za platforme z založbo Square Enix z naslovom Quantum Conundrum. Sledili sta dve mobilni igri za iOS v letih 2012 in 2013 ter Soul Fjord, hibridna igra roguelike/ritemska igra, razvita kot ekskluzivni naslov za kratkotrajno konzolo Ouya in izdana leta 2014.
Junija 2014 sta izdala pustolovsko in skrivnostno igro Murdered: Soul Suspect, ki jo je izdal Square Enix za Microsoft Windows, PlayStation 3, PlayStation 4, Xbox 360 in Xbox One. V začetku istega leta je studio odpustil 14 zaposlenih, njegov ustvarjalni direktor Kim Swift pa se je pridružil Amazon Game Studios.

## Razvite igre
| Naslov                 | ! Leto! Platforme                                                 |                                  |
| ---------------------- | ----------------------------------------------------------------- | -------------------------------- |
| Dark Void              | 2010                                                              | PlayStation 3, Windows, Xbox 360 |
| Quantum Conundrum      | 2012                                                              | PlayStation 3, Windows, Xbox 360 |
| Pixld                  | 2012                                                              | iOS                              |
| DerpBike               | 2013                                                              | iOS                              |
| Soul Fjord             | 2014                                                              | Ouya                             |
| Murdered: Soul Suspect | 2014 \| PlayStation 3, PlayStation 4, Windows, Xbox 360, Xbox One |                                  |